# Commelinaceae
Las comelináceas (nombre científico Commelinaceae) forman una familia de plantas monocotiledóneas representadas por hierbas carnosas, a veces suculentas, con hojas planas o con forma de V en el corte transversal, en la base de las hojas con una vaina cerrada. La flor posee un perianto dividido en 3 sépalos y 3 pétalos (aunque a veces el tercer pétalo, de posición abaxial, es de otro color y pequeño e inconspicuo, pareciendo que hay solo dos pétalos); sus estambres se caracterizan por poseer pelos en sus filamentos. Las inflorescencias, que usualmente nacen por encima de brácteas grandes y foliosas, son cimas con muchas flores, y muchas veces son opuestas a las hojas. La familia fue reconocida por sistemas de clasificación modernos como el sistema de clasificación APG III (2009) y el APWeb. Son nativas de regiones tropicales y templadas de todo el mundo salvo Europa. Las flores de las comelináceas están abiertas por un solo día (son fugaces) y frecuentemente son azules o rosas. Muchas de ellas son bien conocidas como ornamentales.

## Descripción
Introducción teórica en Terminología descriptiva de las plantas
Hierbas perennes, a veces suculentas, con tallos bien desarrollados que son más o menos hinchados en los nudos, o tallos a veces cortos. Muchas veces con células de mucílago o canales conteniendo rafidios. Pelos simples, de una capa de células de espesor o unicelulares. Toda la superficie de la planta típicamente lleva "micropelos" de 3 células, glandulares.
Hojas alternas, dísticas o espirales, esparcidas a lo largo del tallo, simples, delgadas o algo expandidas, planas a agudamente dobladas (con forma de V en el corte transversal). Muchas veces con las mitades opuestas enrolladas separadamente contra el medio adaxialmente en el brote, temprano en el desarrollo. Hojas de margen entero, con venación paralela, con vaina basal cerrada. Estomas tetracíticos. Sin estípulas.
Inflorescencias determinadas, compuestas por pocas a muchas cimas helicoides, a veces reducidas a una flor solitaria, o un racimo, terminal o axilar, muchas veces por encima de una bráctea foliosa doblada. Las flores muchas veces penetrando la bráctea.
Flores usualmente bisexuales, de simetría radial a bilateral, con perianto diferenciado en cáliz y corola. Hipóginas.
3 sépalos, usualmente separados pero a veces basalmente fusionados o lóbulos, imbricados o con estivación abierta.
3 pétalos, separados y usualmente con uña a connados, y entonces la corola con un tubo corto a elongado y lóbulos, la corola se autodigiere rápido (característicamente efímera), 1 pétalo (el anterior) a veces de otro color o reducido, imbricada y arrugada en el pimpollo.
Estambres 6 en 2 series, o 3 y entonces muchas veces con 3 estaminodios (raramente 1 estambre fértil), apostémonos (separados entre sí y libres de las otras piezas de la flor). Filamentos esbeltos, separados a ligeramente connados, a veces adnatos a los pétalos, muchas veces con pelos conspicuos moniliformes (con forma de gotas). Los estambres fértiles a veces dimórficos. Anteras basifijas, versátiles, de dehiscencia longitudinal (ocasionalmente con poros apicales y basales), con el conectivo muchas veces extendido. Anterodios (anteras estériles) presentes en los estaminodios.
Polen usualmente monosulcado.
3 carpelos (el medio anterior), conados, ovario súpero, con placentación axilar, 1 estigma, capitado, con flecos, o 3-lobado. 3 lóculos o 1 en el ápice solamente el 1-2 (con el otro lóculo sin desarrollar o ausente). Óvulos 1 a muchos en cada lóculo, anátropos u ortótropos, bitégmicos. 
Sin nectarios. 
El fruto es usualmente una cápsula loculicida (ocasionalmente una baya o una cápsula indehiscente).
Las semillas con una capa cónica conspicua, raramente aladas o ariladas, con endosperma con almidón.

## Ecología
Ampliamente distribuidos en regiones tropicales a subtempladas de todo el mundo salvo Europa.
Las flores de Commelinaceae funcionan solo un día a lo sumo. La polinización es usualmente realizada por abejas o avispas que juntan polen. Es interesante que los estaminodios son usualmente más conspicuos que los estambres, y las flores de simetría bilateral son asidas de forma que el sépalo impar quede adaxial. Las flores de esta familia pueden engañar a las abejas con sus estaminodios aparentando tener más polen que lo que tienen en realidad. 
La autopolinización es común en algunas especies.

## Filogenia
Introducción teórica en Filogenia
La monofilia de Commelinaceae es sostenida tanto por datos morfológicos como moleculares (Linder y Kellogg 1995, Evans et al. 2000a). 
Commelinaceae es hermana de Haemodoraceae, y estas dos pueden a su vez ser hermanas de Philydraceae. Ver Commelinales para una discusión sobre estos clados.
El género Cartonema puede ser hermano del resto de los miembros de la familia, tiene flores amarillas radialmente simétricas, y no tiene ni los micropelos glandulares ni los canales de rafidios presentes en los demás taxones (Faden 1998, Evans et al. 2000a). 
La mayor parte de los géneros de Commelinaceae pertenecen a dos grandes tribus (Faden y Hunt 1991, Tucker 1989): Tradescantieae (25 géneros, entre ellos Callisia, Tradescantia, y Gibasis), y Commelineae (13 géneros, entre ellos Commelina, Murdannia, y Aneilema). El primer grupo se caracteriza por polen sin espinas, cromosomas medios a grandes, flores de simetría radial, y en el filamento pelos (cuando presentes) moniliformes. El último grupo tiene polen espinoso, pequeños cromosomas, flores de simetría radial a bilateral, y en el filamento pelos (cuando presentes) usualmente no moniliformes. Ha habido mucha convergencia en los caracteres florales dentro de la familia debido a una fuerte selección del polinizador, y los caracteres anatómicos (por ejemplo la estructura del estoma) pueden ser útiles en diagnosticar a los clados más grandes (Evans et al. 2000a, b, 2003).
Comprende las siguientes subfamilia
- Cartonematoideae
- Commelinoideae[11]

## Taxonomía
Introducción teórica en Taxonomía
La familia fue reconocida por el APG III (2009), el Linear APG III (2009) le asignó el número de familia 78. La familia ya había sido reconocida por el APG II (2003).
Consta de 40 géneros, 650 especies. Los géneros más representados son Commelina (230 especies), Tradescantia (74 especies), Aneilema (60 especies), Murdannia (45 especies), y Callisia (20 especies).
La lista de géneros y sus sinónimos, según el APWeb (visitado en enero de 2009):
- Aclisia E.Mey. = Pollia Thunb.
- Aetheolirion Forman
- Amischophacelus R.S.Rao & Kammathy = Cyanotis D.Don
- Amischotolype Hassk.
- Aneilema R.Br.
- Anthericopsis Engl.
- Aploleia Raf. = Callisia Loefl.
- Athyrocarpus Schltdl. ex Benth. = Commelina L.
- Ballya Brenan = Aneilema R.Br.
- Baoulia A.Chev. = Murdannia Royle
- Belosynapsis Hassk.
- Buforrestia C.B.Clarke
- Callisia Loefl.
- Campelia Rich. = Tradescantia L.
- Cartonema R.Br.
- Chamaeanthus Ule (SUH) = Geogenanthus Ule
- Cochliostema Lem.
- Coleotrype C.B.Clarke
- Commelina L.
- Commelinantia Tharp = Tinantia Scheidw.
- Commelinopsis Pichon = Commelina L.
- Cuthbertia Small = Callisia Loefl.
- Cyanotis D.Don
- Cymbispatha Pichon = Tradescantia L.
- Descantaria Schltdl. = Tripogandra Raf.
- Dichorisandra J.C.Mikan
- Dictyospermum Wight
- Donnellia C.B.Clarke ex Donn.Sm. (SUH) = Tripogandra Raf.
- Elasis D.R.Hunt
- Floscopa Lour.
- Forrestia A.Rich. (SUH) = Amischotolype Hassk.
- Geogenanthus Ule
- Gibasis Raf.
- Gibasoides D.R.Hunt
- Gillettia Rendle = Anthericopsis Engl.
- Hadrodemas H.E.Moore = Callisia Loefl.
- Leiandra Raf. = Callisia Loefl.
- Leptocallisia (Benth.) Pichon = Callisia Loefl.
- Leptorhoeo C.B.Clarke = Callisia Loefl.
- Mandonia Hassk. (SUH) = Tradescantia L.
- Matudanthus D.R.Hunt
- Murdannia Royle
- Neodonnellia Rose = Tripogandra Raf.
- Neomandonia Hutch. = Tradescantia L.
- Neotreleasea Rose (SUS) = Tradescantia L.
- Palisota Rchb. ex Endl.
- Phaeosphaerion Hassk. = Commelina L.
- Phyodina Raf. = Callisia Loefl.
- Pollia Thunb.
- Polyspatha Benth.
- Porandra D.Y.Hong = Amischotolype Hassk.
- Pseudoparis H.Perrier
- Pyrrheima Hassk. = Siderasis Raf.
- Rectanthera O.Deg. = Callisia Loefl.
- Rhoeo Hance = Tradescantia L.
- Rhopalephora Hassk.
- Sauvallea W.Wright
- Separotheca Waterf. = Tradescantia L.
- Setcreasea K.Schum. & Syd. = Tradescantia L.
- Siderasis Raf.
- Spatholirion Ridl.
- Spironema Lindl. (SUH) = Callisia Loefl.
- Stanfieldiella Brenan
- Streptolirion Edgew.
- Thyrsanthemum Pichon
- Tinantia Scheidw.
- Tonningia Juss. (SUH) = Cyanotis D.Don
- Tradescantella Small = Callisia Loefl.
- Tradescantia L.
- Treleasea Rose (SUH) = Tradescantia L.
- Tricarpelema J.K.Morton
- Triceratella Brenan
- Tripogandra Raf.
- Weldenia Schult.f.
- Zebrina Schnizl. = Tradescantia L.

A veces se excluye Cartonemataceae en su propia familia (por ejemplo en Watson y Dallwitz 2007).

## Importancia económica
La familia posee cultivares ornamentales, como Rhoeo, Tradescantia y Zebrina, y algunas especies utilizadas localmente como medicinales y comestibles.